# Altensteinia
Altensteinia ist eine Pflanzengattung in der Familie der Orchideen (Orchidaceae). Die etwa acht Arten gedeihen in den Anden Südamerikas.

## Beschreibung

### Vegetative Merkmale
Die Altensteinia-Arten wachsen als ausdauernde krautige Pflanzen. Die dicken, behaarten Wurzeln setzen in einem Büschel an der Basis der Sprossachse an. Die Laubblättern sind hauptsächlich in grundständige Rosette angeordnet, einige Laubblätter können auch mit etwas längeren Internodien am Stängel verteilt sein. Die einfachen Blattspreiten sind eiförmig bis riemenförmig, am oberen Ende spitz zulaufend.

### Generative Merkmale
Der traubige Blütenstand erscheint endständig, nachdem die Blätter voll entwickelt sind. Er trägt im oberen Bereich zahlreiche nicht resupinierte Blüten und wird von Hochblättern lose umfasst. Jede Blüte sitzt in der Achsel eines aufrecht stehenden Tragblattes, dieses ist genau so lang oder kürzer wie der Fruchtknoten.
Die zwittrige Blüte ist zygomorph und dreizählig. Die Blütenhüllblätter sind frei. Die drei gleich gestalteten Sepalen sind auf der Außenseite behaart, sie sind ausgebreitet bis zurückgebogen. Die seitlichen Petalen sind sehr schmal und zurückgebogen. Die Lippe ist ungeteilt, rundlich und etwas schüsselförmig gebogen, jedoch nicht sackartig. Die Säule ist behaart, an der Basis schmaler als am Ende. Die Narbe sitzt ventral und quer zur Säulenachse. Das Staubblatt befindet sich dorsal, es enthält vier Pollinien, die ohne Stielchen direkt an einer Klebscheibe (Viscidium) sitzen. Die Säule umgibt das Staubblatt mit einem fast röhrenförmig über dieses gewachsene Gewebe (Klinandrium). Das Trenngewebe zwischen Narbe und Staubblatt (Rostellum) ist groß und bildet eine gerade abgeschnittene Fläche am Ende der Säule.

## Vorkommen
Altensteinia-Arten ist auf die größeren Höhenlagen von 1800 bis 4300 Metern der Anden beschränkt. Sie besiedeln trockene und feuchte Wiesen und felsige Hänge.

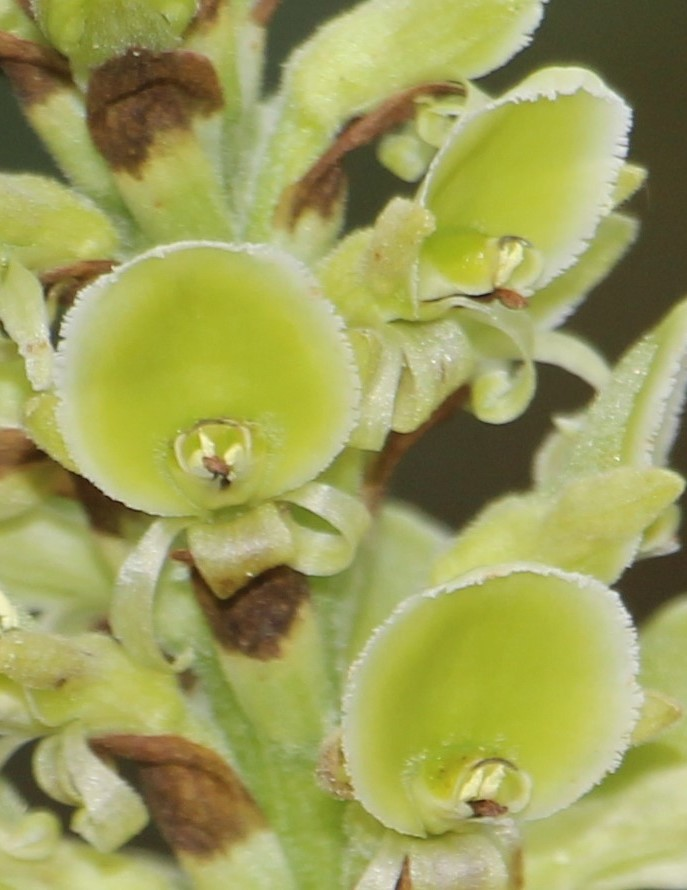
Blüten von Altensteinia fimbriata

## Systematik und botanische Geschichte
Die Gattung Altensteinia wurde 1816 durch Karl Sigismund Kunth in Nova Genera et Species Plantarum, 4. Auflage, Band 1, S. 333 aufgestellt. Der Gattungsname Altensteinia ehrt den preußischen Politiker Karl vom Stein zum Altenstein (1770–1840).
Bei Kunth Gattung waren 1816 die Arten Altensteinia fimbriata und Altensteinia pilifera (ein Synonym von Porphyrostachys pilifera) enthalten. Heinrich Gustav Reichenbach beschrieb mehrere neue Arten, trennte einige aber auch als neue Gattung Aa ab. 
Die Gattung Altensteinia gehört zur Subtribus Cranichidinae wird der Tribus Cranichideae in der Unterfamilie Orchidoideae innerhalb der Familie Orchidaceae. Verwandte Gattungen sind Aa, Gomphichis, Myrosmodes, Porphyrostachys und Stenoptera. Diese Gruppe wurde auch schon nur nach morphologischen Merkmalen als Subtribus Prescottiinae abgetrennt, allerdings ist gerade die nahe Verwandtschaft zur namensgebenden Prescottia fraglich.
Seit 2014 gibt es etwa acht Arten:
- Altensteinia boliviensis Rolfe ex Rusby: Sie kommt von Bolivien bis Peru vor.[1]
- Altensteinia citrina Garay: Sie kommt in Ecuador vor.[1]
- Altensteinia cundinamarcae S.Nowak: Sie wurde 2014 aus der kolumbianischen Provinz Cundinamarca erstbeschrieben.[1]
- Altensteinia elliptica C.Schweinf.: Sie kommt in Ecuador vor.[1]
- Altensteinia fimbriata Kunth: Sie kommt vom westlichen Südamerika bis zum nordwestlichen Venezuela vor.[1]
- Altensteinia longispicata C.Schweinf.: Sie kommt in Peru vor.[1]
- Altensteinia marginata Rchb. f.: Sie kommt in Peru vor.[1]
- Altensteinia virescens Lindl.: Sie kommt von Kolumbien bis Ecuador vor.[1]

## Belege
Die Informationen dieses Artikels stammen überwiegend aus:
- Leslie A. Garay: 225 (1). Orchidaceae (Cypripedioideae, Orchidoideae and Neottioideae). In: Gunnar Harling, Benkt Sparre (Hrsg.): Flora of Ecuador. Band 9, 1978, ISSN 0347-8742, S. 154–159.
- Alec M. Pridgeon, Phillip Cribb, Mark W. Chase, Finn Rasmussen (Hrsg.): Genera Orchidacearum. Orchidoideae (Part 2). Vanilloideae. Band 3/2. Oxford University Press, New York und Oxford 2003, ISBN 0-19-850711-9, S. 26–29.

## Weiterführendes
- Liste der Orchideengattungen